# رودنباخ فوندز
رودنباخ فوندز (بلژیکی: Rodenbachfonds)، که به نام آلبرشت رودنباخ نامگذاری شده‌است، یک بنیاد غیرانتفاعی و فرهنگی فلاندری یا "cultuurfonds" مرتبط با جنبش فلاندری است. این بنیاد یکی از خانواده‌ای متشکل از پنج بنیاد فرهنگی در فلاندر به همراه داویدزفوند، فرمیلنفوند، ویلمزفوند و مازریلفوندز است.
رودنباخ فوندز در سال ۱۹۸۴ تأسیس شد. این سازمان برای انسجام اجتماعی و همبستگی در جامعه تلاش می‌کند و زبان هلندی و فرهنگ فلاندری را به عنوان نقطه شروع در نظر می‌گیرد. این کار ادراک و تجربه باز از هویت فلاندری را برجسته می‌کند. رودنباخ فوندز با فعالیت‌های خود می‌خواهد نقش محله یا روستا را به عنوان یک مکان برتر برای تسهیل مشارکت جامعه، همکاری بین نسل‌ها و تبادل فرهنگی تقویت کند. رئیس این سازمان از سال ۲۰۱۱، پاتریک فانکرونکلسون است.